# Relish

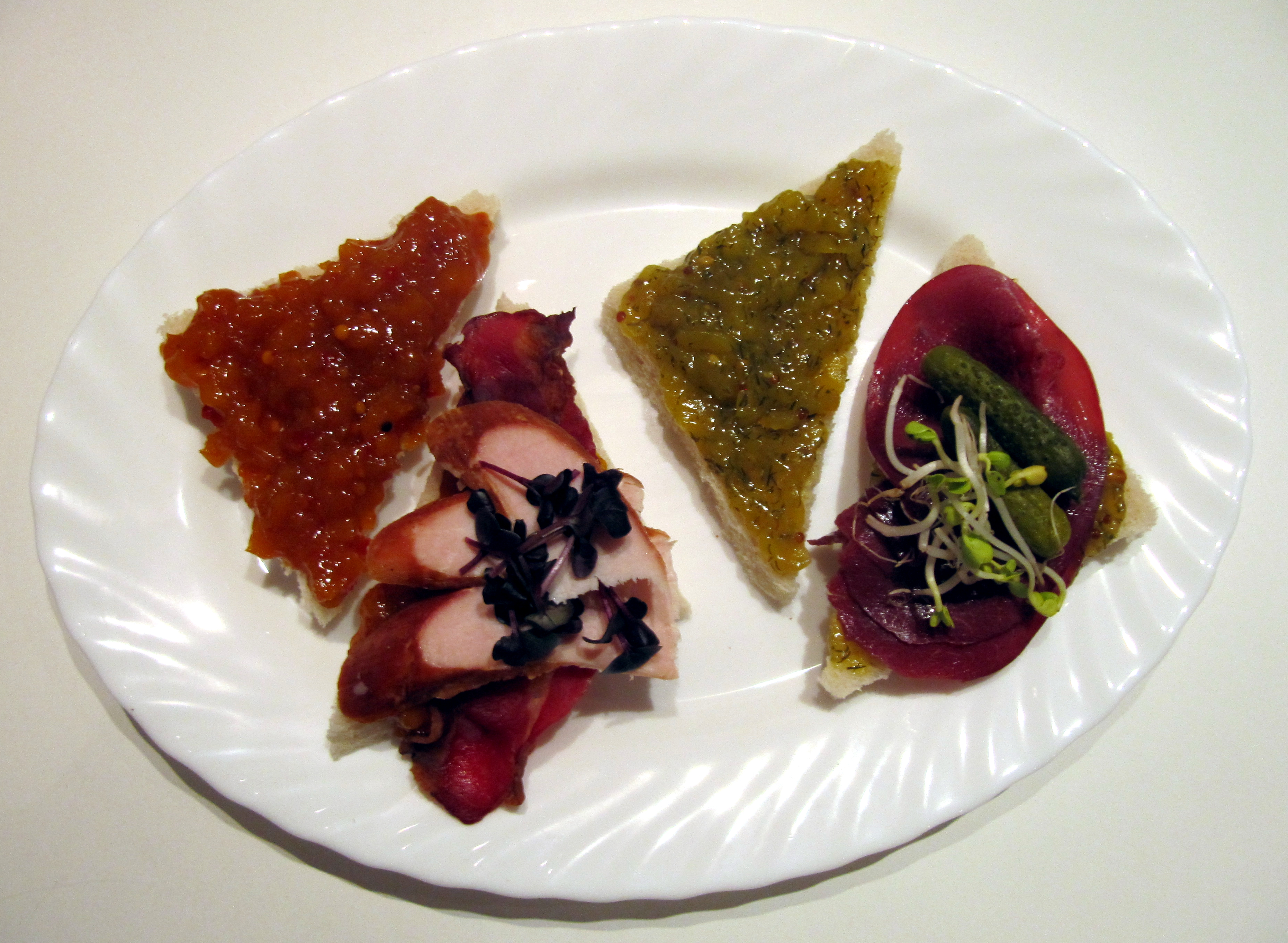
Zwei aufgeklappte typisch englische Sandwiches (links: Pute und Speck mit Tomaten-Chili-Relish; rechts: Hirschschinken und Cornichon mit Dill-Relish)

Relish [ˈrelɪʃ] (Anhörenⓘ; Englisch für Würzsauce) ist ein Oberbegriff für unterschiedliche, mehrheitlich süßsäuerliche, stückige bis sämige Pürees aus mariniertem Obst oder Gemüse. Sie werden traditionell zum Würzen in der englischen Küche kalt verwendet. Relishes ähneln den Chutneys, diese werden aber meist feiner zerkleinert und stärker gesüßt.

## Herkunft und Verbreitung

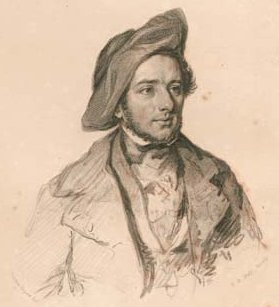
Alexis Soyer, der langjährige Hofkoch von Königin Viktoria von Großbritannien

Relishes basieren ursprünglich auf den Kochrezepten für verschiedene Soßen in der Indischen Küche und haben zur Zeit des British Raj in Kombination mit Currys Eingang in die kolonial geprägte englische Küche gefunden. Maßgeblich verantwortlich dafür waren die acht Kochbücher des aus Frankreich stammenden viktorianischen Hofkochs Alexis Soyer (1810–1858) in London, der ab 1840 diverse Rezepte für Relishes entwickelte. Etymologisch ist der Begriff aus dem Altfranzösischen Wort relaissier für „Geschmack“ abgeleitet.
In Großbritannien sind Relishes in Supermärkten und bei Discountern als Fertigprodukte erhältlich, während diese außerhalb des Landes dem Feinkostsegment zugeordnet werden.
In Nordamerika sind verschiedene andersartige Soßen wie beispielsweise die Sauce tartare unter dem Begriff „Relish“ bekannt, bei denen es sich nicht um Würzpürees auf der Grundlage von Obst und Gemüse handelt und die hauptsächlich bei der Herstellung von Hamburgern und Hotdogs verwendet werden.

## Zutaten, Verwendung und Varianten

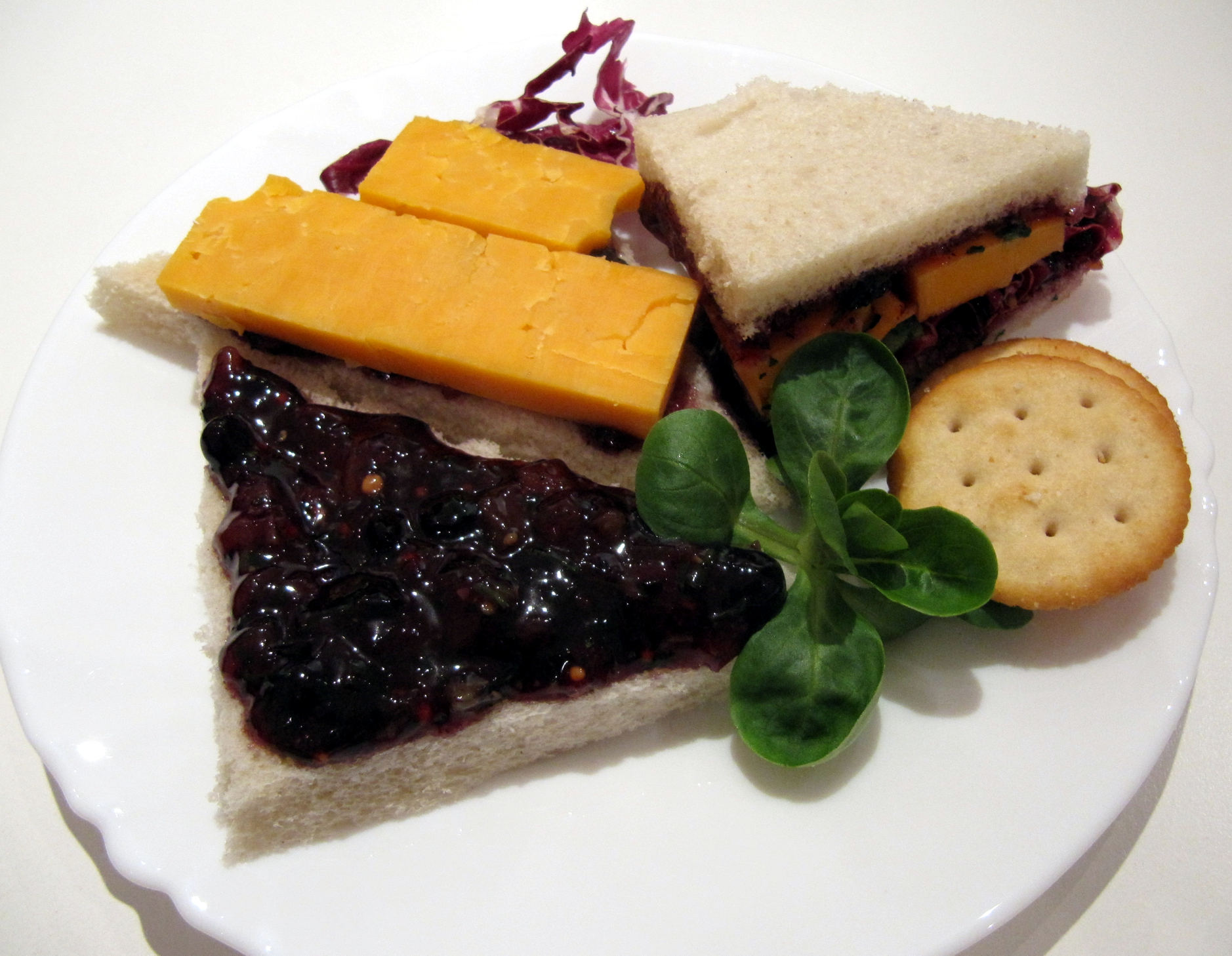
Aufgeklapptes Ploughman’s Sandwich mit Cheddar, Salat und Cracker-Beilage

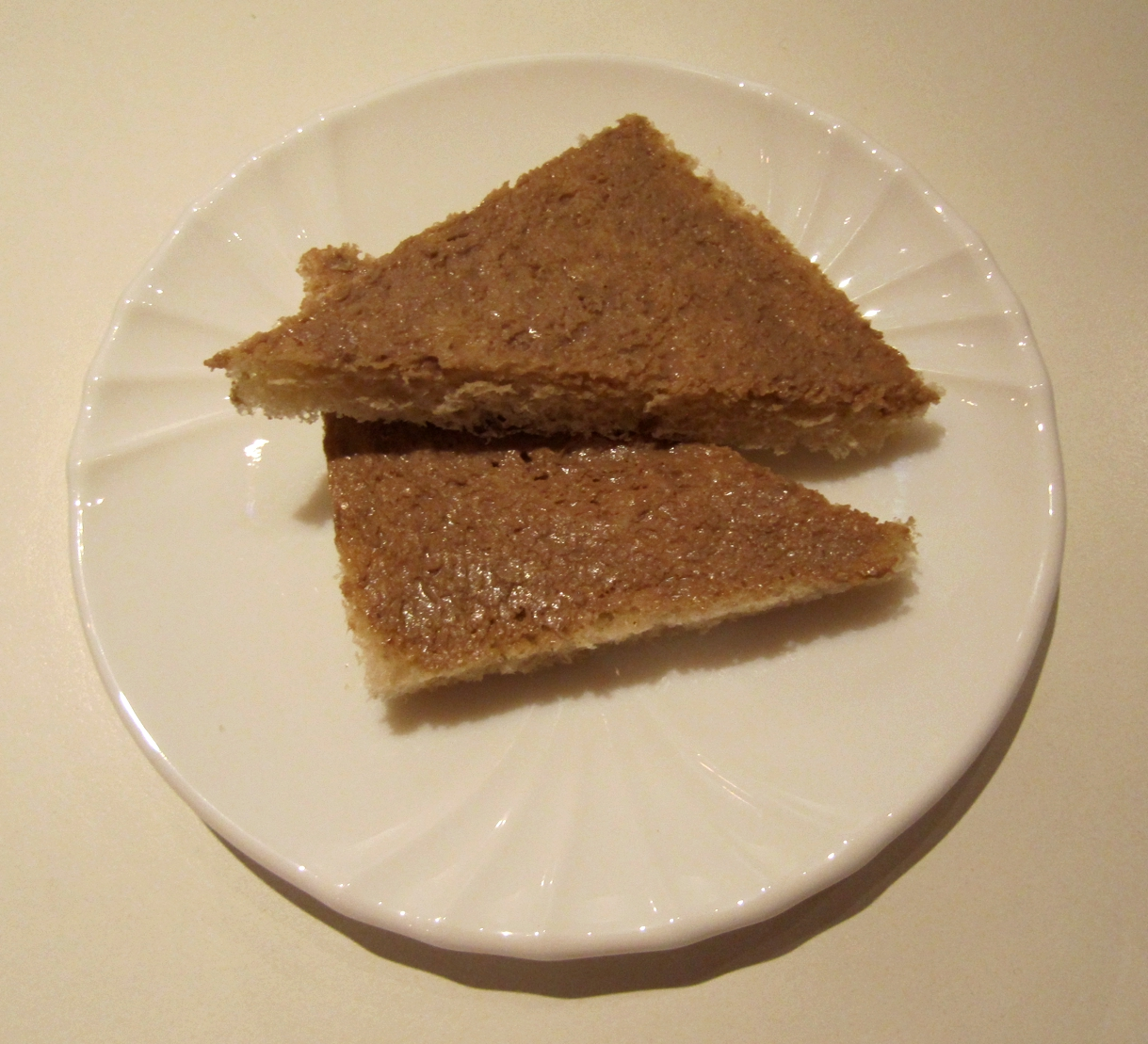
Sandwich mit Gentleman’s Relish

Unter dem Überbegriff „Relish“ werden eine Vielzahl an unterschiedlichen Würzsoßen zusammengefasst, die sich sowohl von den Zutaten, der Konsistenz und dem Geschmack erheblich unterscheiden können.
Klassische Relishes werden aus fein gewürfeltem Obst (beispielsweise Mango mit Meerrettich und Limette oder Apfel mit Ingwer und Petersilie) oder Gemüse (beispielsweise Gurke, Senf und Dill oder Gemüsepaprika mit Chili und Zwiebeln) hergestellt, indem diese mit Essig, Gewürzen, Kräutern und Zucker aufgekocht werden und abgekühlt milde, süßsäuerliche oder scharfe Pürees ergeben, deren Konsistenz wie Marmelade oder flüssiger sein kann. Solche Relishes werden stets kalt als würzender Brotaufstrich bei der Herstellung von Sandwiches im Vereinigten Königreich, als Dip für Crudités oder als würzende Beilage für Pasteten sowie (kalte) Fleisch- und Fischgerichte verwendet.
Milde und fruchtige Relishes wie Branston Pickle werden entweder in einer kleinen Schale zum Ploughman’s Lunch gereicht oder bei der Herstellung von „Ploughman’s Sandwiches“ als Aufstrich für den Cheddar verwendet.
Eine besondere, nicht vegetarische Variante eines Relishes ist das Gentleman’s Relish, einer 1828 von John Osborn entwickelten Paste aus Anchovis ohne Obst und Gemüse, die ebenfalls zur Herstellung von Sandwiches oder zur Verfeinerung von Rührei verwendet wird. Sie ähnelt der in Norddeutschland und Skandinavien verbreiteten Sardellenpaste aus der Tube.

## Rezeption
Die Folge Die Leiche ist heiß (im Original Sauce for the Goose; ein doppeldeutiger Titel, der sowohl Soße zum Gänsebraten als auch den ersten Teil des Sprichworts „Was dem einen recht ist, [ist dem anderen billig]“ bedeuten kann) der Kriminalreihe Inspector Barnaby aus dem Jahr 2005 dreht sich um mehrere Morde in einer Fabrik eines (fiktiven) berühmten Relishes namens „Plummer’s“ in England. Dargestellt werden im Verlauf des Films, neben der eigentlichen Handlung, der Produktions- und Abfüllungsprozess eines klassischen britischen Relishs auf der Basis von Tomaten.